# Віттенбек
Віттенбек (нім. Wittenbeck) — громада в Німеччині, розташована в землі Мекленбург-Передня Померанія. Входить до складу району Росток. Складова частина об'єднання громад Бад-Доберан-Ланд.
Площа — 9,93 км2. Населення становить 872 ос. (станом на 31 грудня 2020).

## Галерея

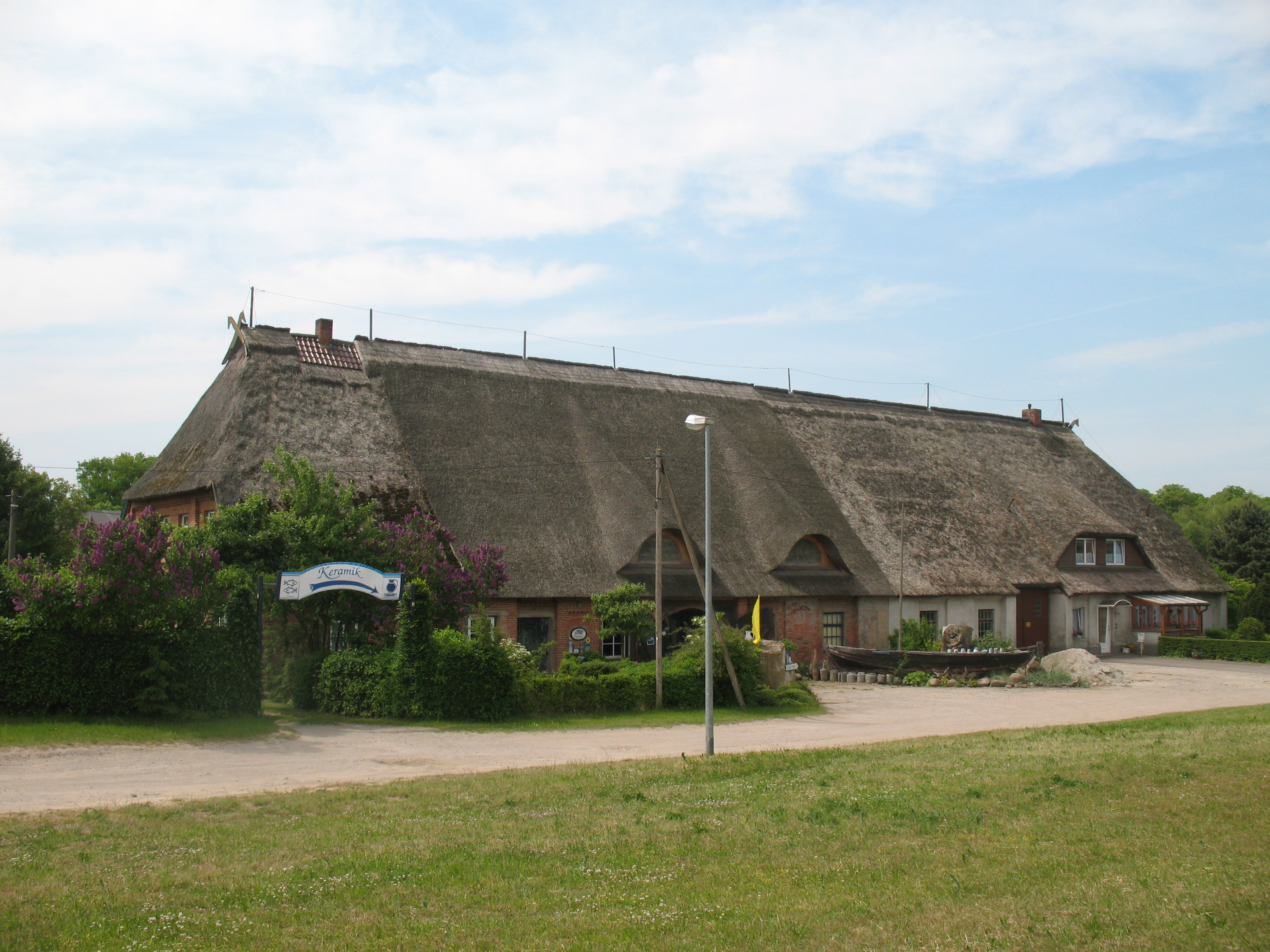
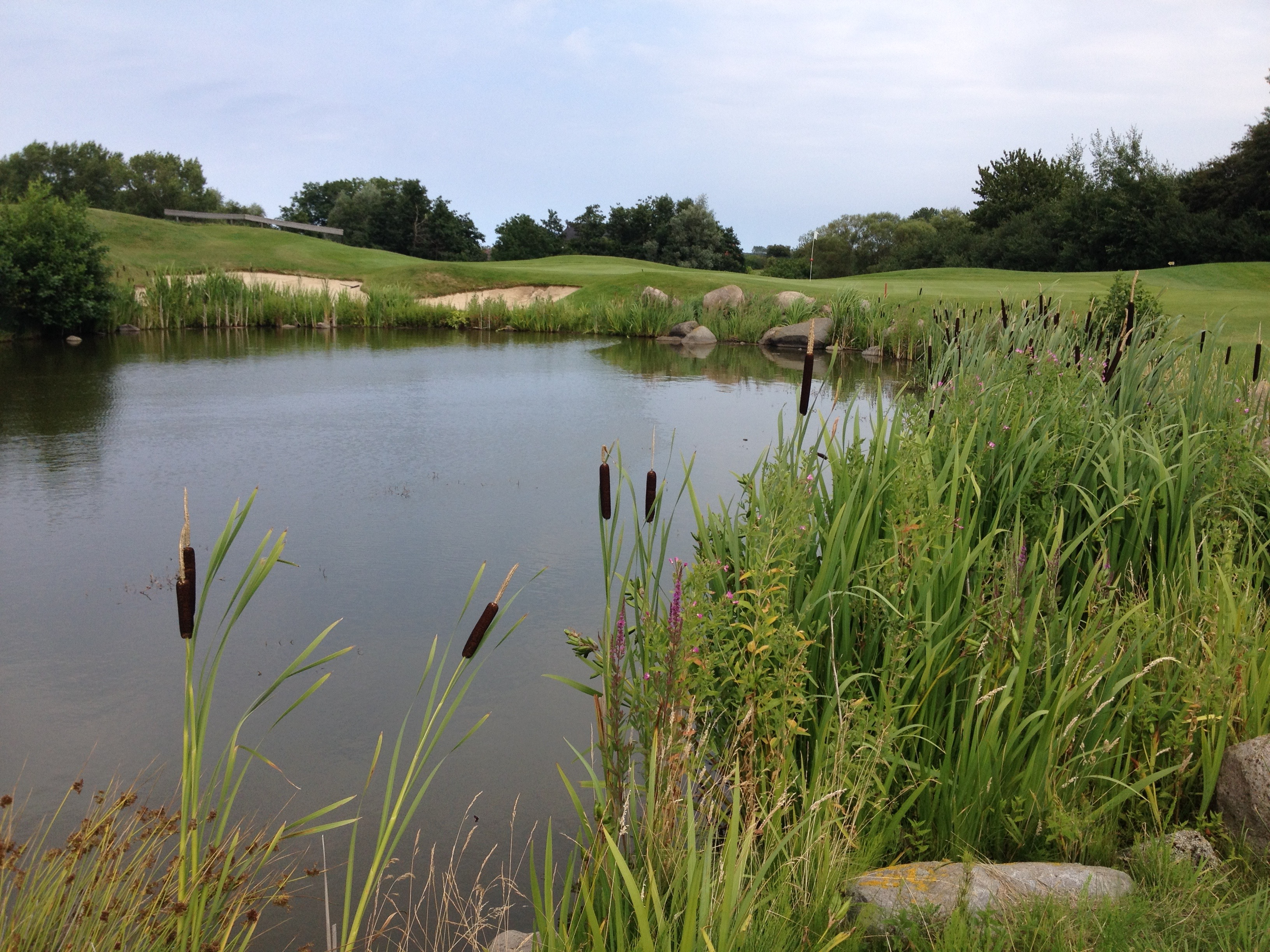
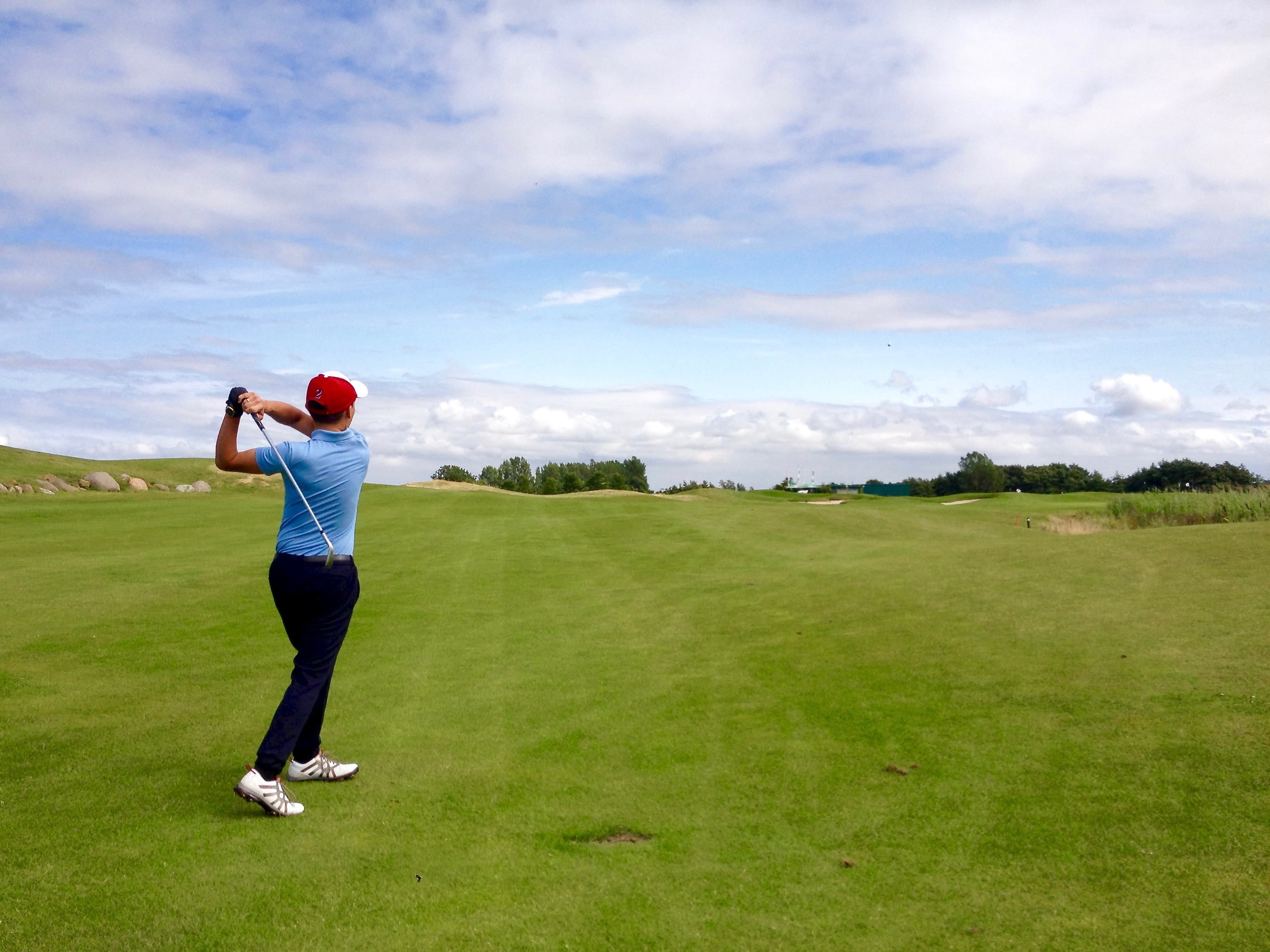